# Руис-Урбнисский собор
Руис-Урбнисский собор (груз. რუის-ურბნისის საეკლესიო კრება) был созван грузинским царём Давидом IV Строителем рядом с сёлами Руиси и Урбниси. Ни в одном дошедшем до нашего времени историческом источнике не упоминается дата созыва Руис-Урбнисского собора. Историки называют три возможных года: 1103, 1104, 1105.
Причин у созыва Собора множество: перед царём стояла задача усилить централизованную власть государства с помощью церкви, устранить нарушения, которым было место в тогдашней церкви Грузии (нарушение правил рукоположения, выселение (?) церковного имущества, брак несовершеннолетних и т. д.). На Соборе был принят документ, согласно которому места недостойных священнослужителей заняли лица, верные царскому правительству. Порядок рукоположения регламентировался; были устранены и другие нарушения церковной жизни.
Созыв Руис-Урбнисского собора являлся первым и одним из важнейших шагов церковных и других реформ Давида Строителя. После Собора крупные феодалы в лице митрополитов лишились могущественной поддержки со стороны коррумпированных священнослужителей. Реформу поддерживали крупные слои населения. Руис-Урбнисский собор сыграл большую роль в формировании Грузии как сильного и централизованного государства.